# Canottaggio ai Giochi della XXXIII Olimpiade - 2 di coppia pesi leggeri femminile
La gara del 2 di coppia pesi leggeri femminile dei Giochi della XXXIII Olimpiade si è svolta tra il 28 luglio e il 2 agosto 2024. Hanno partecipato 16 equipaggi. La competizione è stata vinta dall'equipaggio britannico composto da Emily Craig e Imogen Grant.

## Formato
La competizione si è svolta su tre turni: nel primo turno i primi due classificati di ogni batteria sono avanzati al turno successivo. Gli equipaggi eliminati al primo turno si sono affrontati in due batterie di ripescaggio, ognuna delle quali ha qualificato altri tre equipaggi al secondo turno, mentre gli ultimi due gareggiano nella finale C per determinare i piazzamenti.
I primi 3 di ogni semifinale hanno avuto accesso alla Finale A, mentre gli ultimi 3 alla finale B.

## Programma
| Data           | Ora (UTC+2) | Turno      |
| -------------- | ----------- | ---------- |
| 28 luglio 2024 | 11:30       | Batterie   |
| 29 luglio 2024 | 11:00       | Ripescaggi |
| 31 luglio 2024 | 11:34       | Semifinali |
| 2 agosto 2024  | 11:18       | Finali     |

## Risultati

### Batterie
| Pos. | Atleti                                 | Nazione       | Tempo   | Note |
| ---- | -------------------------------------- | ------------- | ------- | ---- |
| 1    | Emily Craig Imogen Grant               | Gran Bretagna | 7:04.20 | QF   |
| 2    | Dimitra Kontou Zoi Fitsiou             | Grecia        | 7:08.51 | QF   |
| 3    | Aoife Casey Margaret Cremen            | Irlanda       | 7:12.89 | R    |
| 4    | Louisa Altenhuber Lara Tiefenthaler    | Austria       | 7:24.14 | R    |
| 5    | Khadija Krimi Selma Dhaouadi           | Tunisia       | 7:31.19 | R    |
| 6    | Sonia Baluzzo Evelyn Maricel Silvestro | Argentina     | 7:36.43 | R    |

| Pos. | Atleti                            | Nazione     | Tempo   | Note |
| ---- | --------------------------------- | ----------- | ------- | ---- |
| 1    | Ionela Cozmiuc Gianina Beleagă    | Romania     | 7:03.83 | QF   |
| 2    | Mary Reckford Michelle Sechser    | Stati Uniti | 7:12.65 | QF   |
| 3    | Alessia Palacios Valeria Palacios | Perù        | 7:32.68 | R    |
| 4    | Mahsa Javar Zeinab Norouzi        | Iran        | 7:35.97 | R    |
| 5    | Emi Hirouchi Ayami Oishi          | Giappone    | 7:39.17 | R    |

| Pos. | Atleti                         | Nazione       | Tempo   | Note |
| ---- | ------------------------------ | ------------- | ------- | ---- |
| 1    | Shannon Cox Jackie Kiddle      | Nuova Zelanda | 7:02.25 | QF   |
| 2    | Laura Tarantola Claire Bove    | Francia       | 7:03.22 | QF   |
| 3    | Jill Moffatt Jennifer Casson   | Canada        | 7:09.45 | R    |
| 4    | Martyna Radosz Katarzyna Wełna | Polonia       | 7:11.14 | R    |
| 5    | Zou Jiaqi Qiu Xiuping          | Cina          | 7:15.03 | R    |

### Ripescaggi
| Pos. | Atleti                                 | Nazione   | Tempo   | Note |
| ---- | -------------------------------------- | --------- | ------- | ---- |
| 1    | Aoife Casey Margaret Cremen            | Irlanda   | 7:11.38 | SF   |
| 2    | Jill Moffatt Jennifer Casson           | Canada    | 7:16.81 | SF   |
| 3    | Sonia Baluzzo Evelyn Maricel Silvestro | Argentina | 7:29.76 | SF   |
| 4    | Mahsa Javar Zeinab Norouzi             | Iran      | 7:35.56 | FC   |
| 5    | Zou Jiaqi Qiu Xiuping                  | Cina      | 7:42.66 | FC   |

| Pos. | Atleti                              | Nazione  | Tempo   | Note |
| ---- | ----------------------------------- | -------- | ------- | ---- |
| 1    | Martyna Radosz Katarzyna Wełna      | Polonia  | 7:16.26 | SF   |
| 2    | Louisa Altenhuber Lara Tiefenthaler | Austria  | 7:17.77 | SF   |
| 3    | Khadija Krimi Selma Dhaouadi        | Tunisia  | 7:25.21 | SF   |
| 4    | Alessia Palacios Valeria Palacios   | Perù     | 7:28.58 | FC   |
| 5    | Naoki Furuta Masayuki Miyaura       | Giappone | 7:31.14 | FC   |

### Semifinali
| Pos. | Atleti                                 | Nazione       | Tempo   | Note |
| ---- | -------------------------------------- | ------------- | ------- | ---- |
| 1    | Emily Craig Imogen Grant               | Gran Bretagna | 6:59.79 | FA   |
| 2    | Shannon Cox Jackie Kiddle              | Nuova Zelanda | 7:02.86 | FA   |
| 3    | Mary Reckford Michelle Sechser         | Stati Uniti   | 7:05.03 | FA   |
| 4    | Martyna Radosz Katarzyna Wełna         | Polonia       | 7:06.69 | FB   |
| 5    | Jill Moffatt Jennifer Casson           | Canada        | 7:13.36 | FB   |
| 6    | Sonia Baluzzo Evelyn Maricel Silvestro | Argentina     | 7:33.41 | FB   |

| Pos. | Atleti                              | Nazione | Tempo   | Note |
| ---- | ----------------------------------- | ------- | ------- | ---- |
| 1    | Ionela Cozmiuc Gianina Beleagă      | Romania | 6:56.65 | FA   |
| 2    | Dimitra Kontou Zoi Fitsiou          | Grecia  | 6:57.90 | FA   |
| 3    | Aoife Casey Margaret Cremen         | Irlanda | 6:59.72 | FA   |
| 4    | Laura Tarantola Claire Bove         | Francia | 7:03.22 | FB   |
| 5    | Louisa Altenhuber Lara Tiefenthaler | Austria | 7:19.70 | FB   |
| 6    | Khadija Krimi Selma Dhaouadi        | Tunisia | 7:26.39 | FB   |

### Finali
| Pos.    | Atleti                         | Nazione       | Tempo   | Note |
| ------- | ------------------------------ | ------------- | ------- | ---- |
| Oro     | Emily Craig Imogen Grant       | Gran Bretagna | 6:47.06 |      |
| Argento | Ionela Cozmiuc Gianina Beleagă | Romania       | 6:48.78 |      |
| Bronzo  | Dimitra Kontou Zoi Fitsiou     | Grecia        | 6:49.28 |      |
| 4       | Shannon Cox Jackie Kiddle      | Nuova Zelanda | 6:51.65 |      |
| 5       | Aoife Casey Margaret Cremen    | Irlanda       | 6:54.57 |      |
| 6       | Mary Reckford Michelle Sechser | Stati Uniti   | 6:55.60 |      |

| Pos. | Atleti                                 | Nazione   | Tempo   | Note |
| ---- | -------------------------------------- | --------- | ------- | ---- |
| 7    | Laura Tarantola Claire Bove            | Francia   | 7:03.24 |      |
| 8    | Jill Moffatt Jennifer Casson           | Canada    | 7:04.82 |      |
| 9    | Martyna Radosz Katarzyna Wełna         | Polonia   | 7:08.47 |      |
| 10   | Louisa Altenhuber Lara Tiefenthaler    | Austria   | 7:10.02 |      |
| 11   | Khadija Krimi Selma Dhaouadi           | Tunisia   | 7:21.65 |      |
| 12   | Sonia Baluzzo Evelyn Maricel Silvestro | Argentina | 7:25.86 |      |

| Pos. | Atleti                            | Nazione  | Tempo   | Note |
| ---- | --------------------------------- | -------- | ------- | ---- |
| 13   | Zou Jiaqi Qiu Xiuping             | Cina     | 7:07.55 |      |
| 14   | Alessia Palacios Valeria Palacios | Perù     | 7:12.27 |      |
| 15   | Emi Hirouchi Ayami Oishi          | Giappone | 7:14.00 |      |
| 16   | Mahsa Javar Zeinab Norouzi        | Iran     | 7:14.32 |      |